# Avesnelles
Avesnelles is een gemeente in het Franse Noorderdepartement (regio Hauts-de-France) (Frans: département du Nord). De plaats maakt deel uit van het arrondissement Avesnes-sur-Helpe. In de gemeente ligt spoorwegstation Avesnelles. Avesnelles telde op 1 januari 2022 2.254 inwoners.

## Geografie
De oppervlakte van Avesnelles bedroeg op 1 januari 2022 12,71 vierkante kilometer; de bevolkingsdichtheid was toen 177,3 inwoners per km².

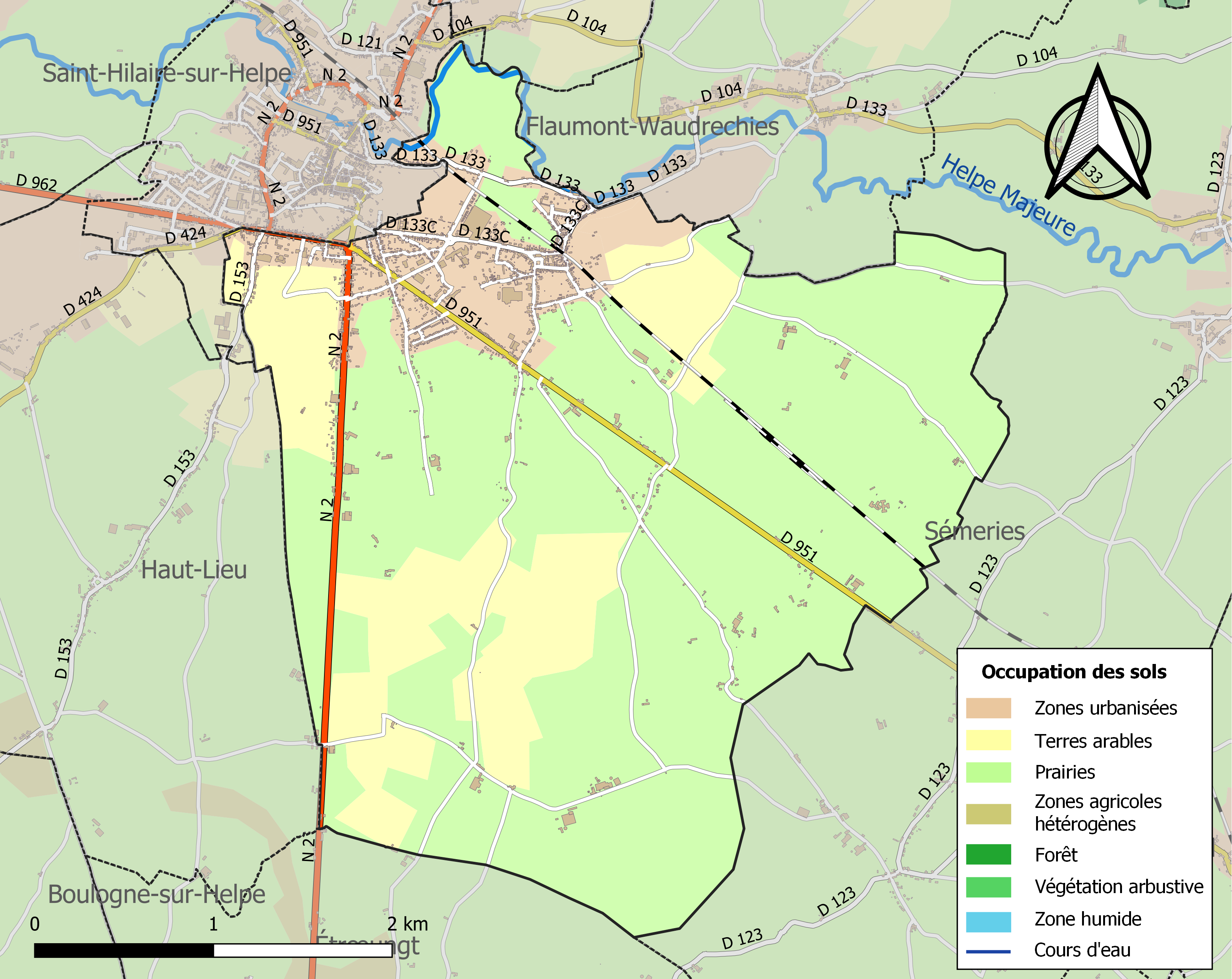
Kaart van de gemeente met belangrijkste infrastructuur, bodemgebruik en omliggende gemeenten

## Demografie
Onderstaande figuur toont het verloop van het inwonertal (bron: INSEE-tellingen).